# Schedocentrus viridiafflatus
Schedocentrus viridiafflatus är en insektsart som först beskrevs av Brunner von Wattenwyl 1895.  Schedocentrus viridiafflatus ingår i släktet Schedocentrus och familjen vårtbitare. Inga underarter finns listade i Catalogue of Life.